# Infinito Particular
Infinito Particular est le septième album de Marisa Monte, sorti en 2006.

## Liste des chansons
1. Infinito Particular (Arnaldo Antunes/Marisa Monte/Carlinhos Brown)
2. Vilarejo (Marisa Monte/Pedro Baby/Carlinhos Brown/Arnaldo Antunes)
3. Pra Ser Sincero (Carlinhos Brown/Marisa Monte)
4. Levante (Arnaldo Antunes/Carlinhos Brown/Marisa Monte/Seu Jorge)
5. Aquela (Marisa Monte/Leonardo Reis)
6. A Primeira Pedra (Carlinhos Brown/Marisa Monte/Arnaldo Antunes)
7. O Rio (Seu Jorge/Carlinhos Brown/Arnaldo Antunes/Marisa Monte)
8. Gerânio (Nando Reis/Marisa Monte/Jennifer Gomes)
9. Quem Foi (Marisa Monte/Marcelo Yuka)
10. Pernambucobucolismo (Marisa Monte/Rodrigo Campelo)
11. Aconteceu (Marisa Monte/Arnaldo Antunes)
12. Até Parece (Marisa Monte/Dadi/Arnaldo Antunes/Carlinhos Brown)
13. Pelo Tempo que Durar (Adriana Calcanhotto/Marisa Monte)